# Вулиця Степана Бандери (Чортків)
Вулиця Степана Бандери — вулиця у центральній частині міста Чорткова, Тернопільської області. Починається від вулиці Залізничної та закінчується на роздоріжжі з вулицями Князя Володимира Великого та Ягільницькою. Прилучаються вулиці Бічна Монастирська, Олеся Гончара, Антона Горбачевського, Євгена Коновальця, Богдана Лепкого, Лесі Українки, Остапа Маньовського, Монастирська, Людвига Носса, Дмитра Пігута, Петра Синенького, Івана Франка.

## Історія
Вулиця прокладена у XIX столітті та мала назву Січна. 1905 року отримала офіційну назву — Міцкевича з нагоди 50-ліття від дня смерті польського поета Адама Міцкевича. 1993 року перейменована на Степана Бандери, на честь українського політичного діяча, голови Проводу ОУН-Б Степана Бандери.

## Забудова
Декілька будинків внесено до Реєстру пам'яток архітектури місцевого значення.

### З непарного боку вулиці
- № 1 — Еміграційний будинок, збудований у 1885—1889 роках. Пам'ятка архітектури місцевого значення, охоронний номер 1752-м.
- № 5 — житловий будинок початку XX століття. Пам'ятка архітектури місцевого значення, охоронний номер 1774-м.
- № 7 — житловий будинок початку XX століття. Пам'ятка архітектури місцевого значення, охоронний номер 1775-м.
- № 7а — житловий будинок початку XX століття. Пам'ятка архітектури місцевого значення, охоронний номер 1776-м.
- № 13 — житловий будинок початку XIX століття (приватна власність адвоката). Пам'ятка архітектури місцевого значення, охоронний номер 72-м.
- № 23 — житловий будинок початку XIX століття (приватна власність адвоката). Пам'ятка архітектури місцевого значення, охоронний номер 1779-м.
- № 27 — чиншовий будинок Вайсмана, споруджений у 1906—1908 роках. Пам'ятка архітектури місцевого значення, охоронний номер 1753-м.
- № 32 — житловий будинок початку XX століття. Пам'ятка архітектури місцевого значення, охоронний номер 1781-м.
- № 49 — житловий будинок початку XX століття. Пам'ятка архітектури місцевого значення, охоронний номер 1782-м.
- № 57 — садиба початку XX століття. Пам'ятка архітектури місцевого значення, охоронний номер 1783-м.
- № 59 — садиба початку XX століття. Пам'ятка архітектури місцевого значення, охоронний номер 1785-м.
- № 69 — двоповерховий будинок споруджений у 1938—1939 роках для потреб жіночої вчительської семінарії. У 1939—1941 роках будинок використовувався як радянські склади, у 1941—1944 роках — німецькі. Від 1944 по 1977 рік тут діяла Чортківська восьмирічна школа № 4. 20 травня 1977 року рішенням № 208 Чортківської народної ради народних депутатів був заснований Чортківський міжшкільний навчально-виробничий комбінат. Від 2000 року — Міжшкільний навчально-виробничий комбінат трудового навчання і професійної орієнтації учнів, який тут діяв до червня 2021 року[7]. У вересні 2021 року сюди переїхав Чортківський міський комунальний заклад «Палац дітей та юнацтва»[8].
- № 73 — будівля, в якій від 1944 року міститься Міська музична школа. 2021 року міська музична школа реорганізована в мистецьку. У червні 2023 року навчальному закладу присвоєно ім'я випускника Василя Мармуса[9], 4 вересня того ж року на фасаді школи відкрили барельєф Василю Мармусу[10].

### З парного боку вулиці
- № 8 — житловий будинок початку XX століття. Пам'ятка архітектури місцевого значення, охоронний номер 1777-м.
- № 14 — Ринкова кам'яниця XVII століття. Пам'ятка архітектури місцевого значення, охоронний номер 1778-м.
- № 20 — житловий будинок, споруджений у 1910 році. Пам'ятка архітектури місцевого значення, охоронний номер 73-м.
- № 30 — житловий будинок початку XX століття. Пам'ятка архітектури місцевого значення, охоронний номер 1780-м.
- № 38 — будинок пошти початку XX століття. Пам'ятка архітектури місцевого значення, охоронний номер 74-м.
- № 46 — будівля колишнього повітового суду, споруджена на початку XX століття. Нині тут міститься Чортківський фаховий коледж економіки та підприємництва ЗУНУ. Пам'ятка архітектури місцевого значення, охоронний номер 71-м.

- № 58 — садиба початку XX століття. Пам'ятка архітектури місцевого значення, охоронний номер 1784-м.
- № 78 — старий міський цвинтар. Цвинтарна каплиця-мавзолей родини Михаловських (1929). Пам'ятка архітектури місцевого значення, охоронний номер 1750-м.

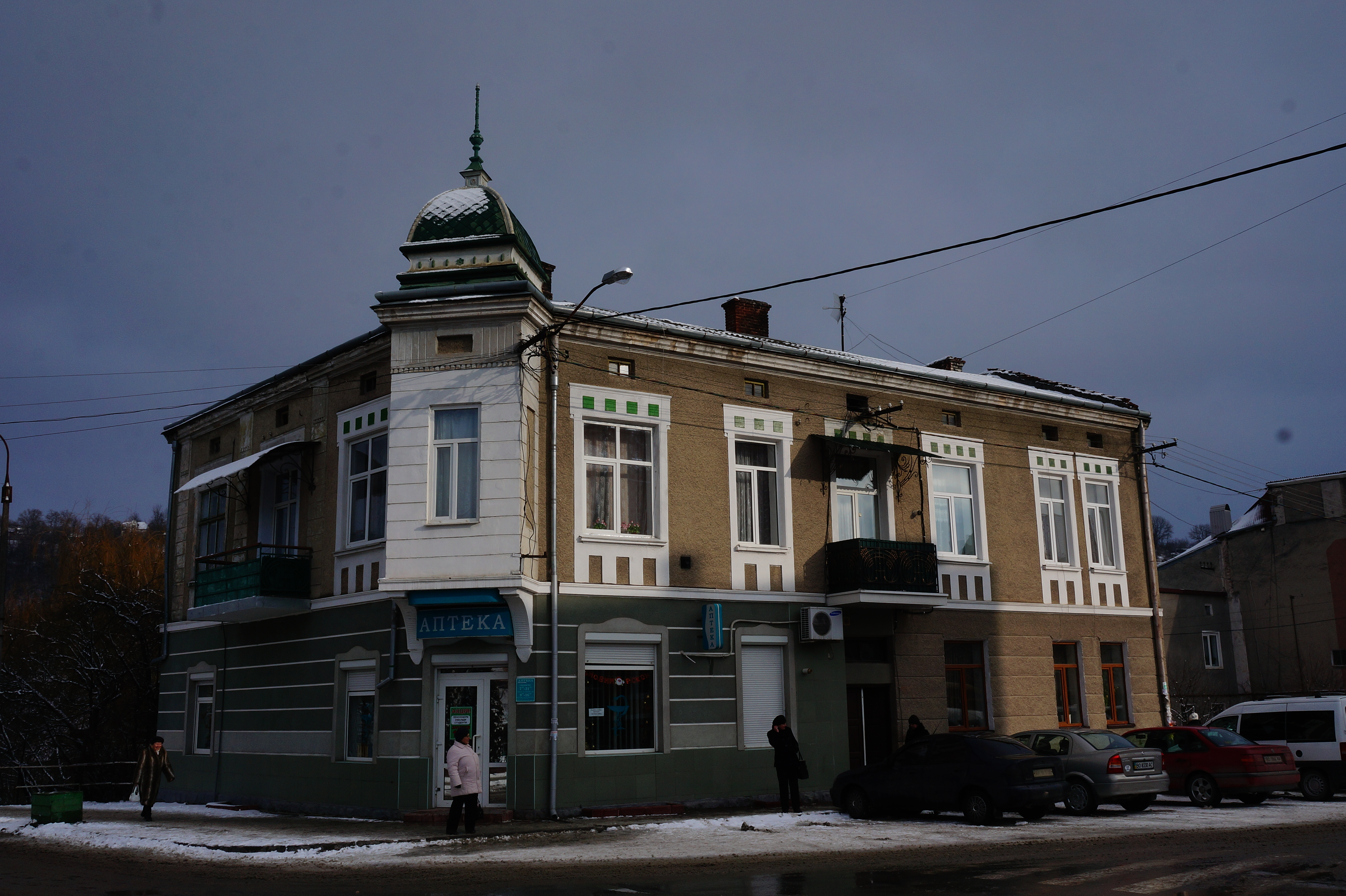
Еміграційний будинок (вул. Степана Бандери, 1)
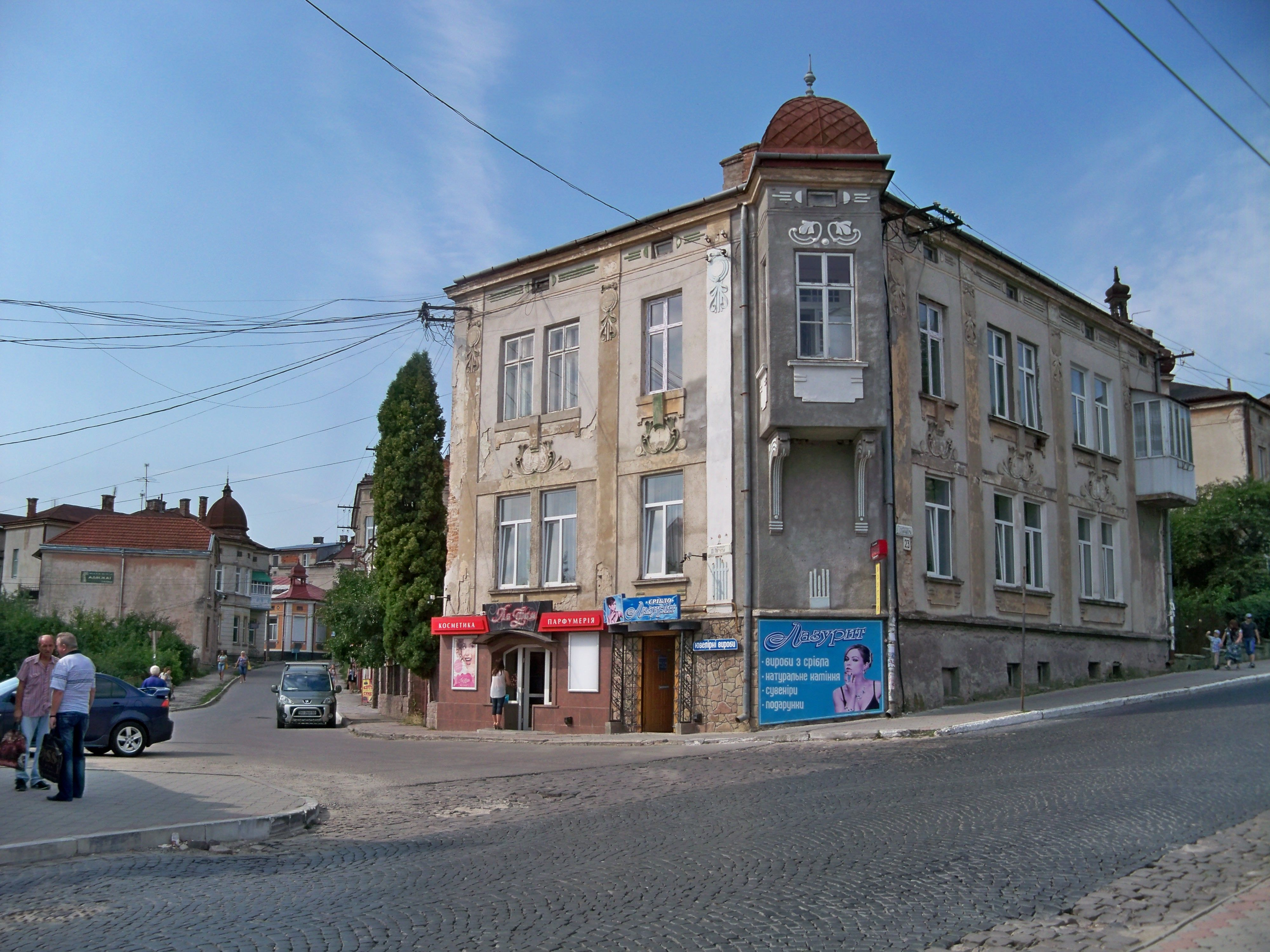
Житловий будинок (вул. Степана Бандери, 23)
Міська музична школа (вул. Степана Бандери, 73)
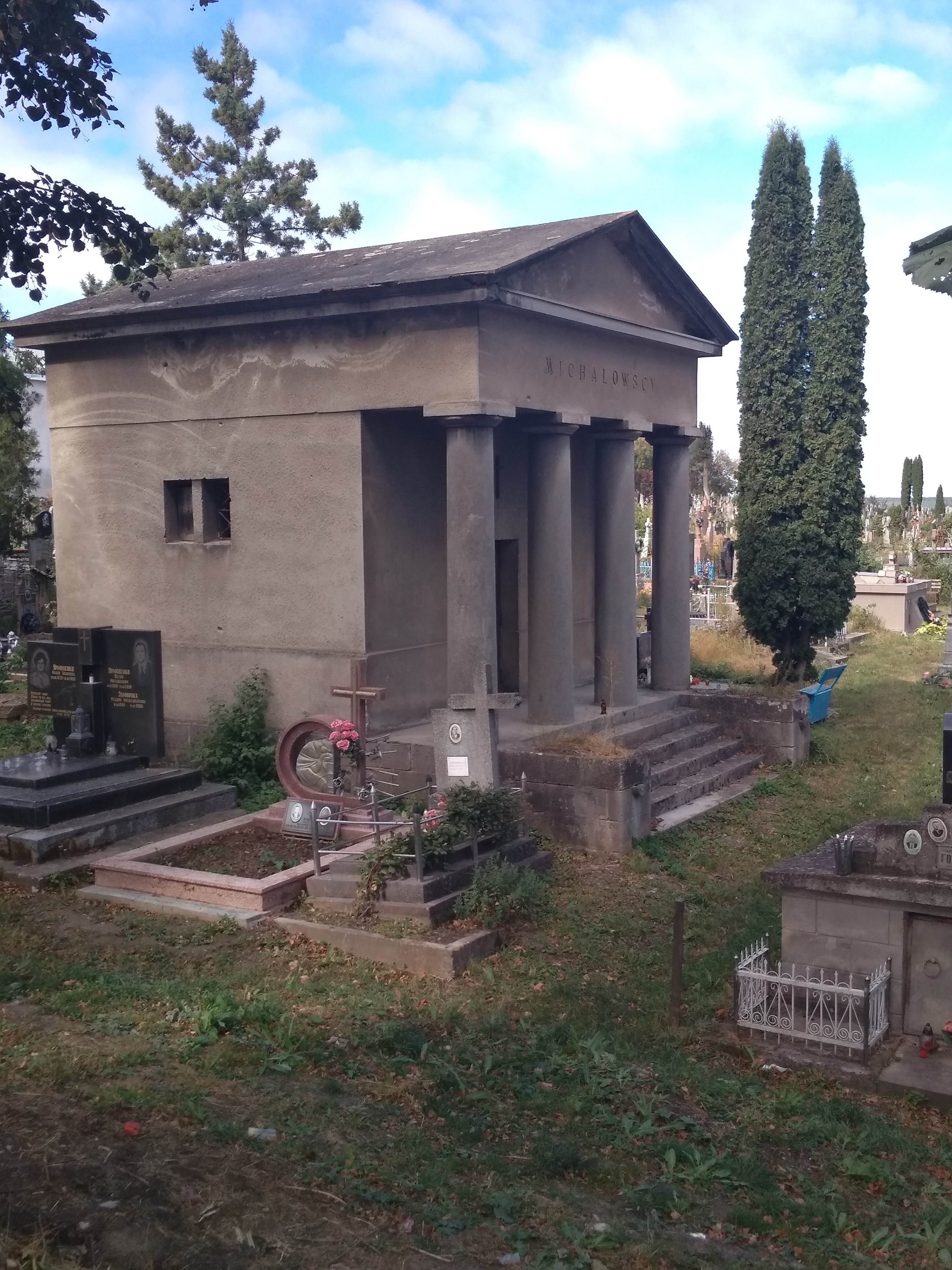
Цвинтарна каплиця-мавзолей родини Михаловських (старий міський цвинтар)

## Пам'ятки, визначні місця
Поблизу будинку № 56 зростає ботанічна пам'ятка природи місцевого значення «Сосна Веймутова».

### Меморіали, пам'ятники
- Братська могила керівників партизанського загону «Дванадцятка» (1922; військовий цвинтар), пам'ятка історії місцевого значення, охоронний номер 290;
- Пам'ятник Григорію Хомишину (територія Катехитичної академії), пам'ятка історії місцевого значення, охоронний номер 3239;
- Пам'ятний знак жертвам більшовицького терору (вул. Степана Бандери, сквер), пам'ятка історії місцевого значення, охоронний номер 1894;
- Пам'ятник Тарасові Шевченку (1960), пам'ятка монументального мистецтва місцевого значення, охоронний номер 647.
- Пам'ятник Степанові Бандері (2012; вул. Степана Бандери, 38)[11].

### Меморіальні, пам'ятні таблиці, барельєфи
- Барельєф Василеві Мармусу (2023; автори — Ольга та Яків Біленки; вул. Степана Бандери, 73)[10].

## Транспорт
Вулицею Степана Бандери курсують маршрутні таксі № 1, 2, 3, 4, 5, 6, 8.